# J.K. Edwards
J.K. Edwards (Gastonia, 6 settembre 1982) è un ex cestista statunitense.

## Carriera
Con gli Stati Uniti ha disputato i Campionati americani del 2001.

## Palmarès
- Campionato francese: 1

Limoges CSP: 2013-14
- Leaders Cup: 1

Gravelines: 2013